# Phlyctidocarpeae
Tribu
Les Phlyctidocarpeae sont une tribu de plantes à fleurs de la sous-famille des Apioideae dans la famille des Apiaceae.

## Nom
La tribu des Phlyctidocarpeae est décrite en 2010 par les botanistes Anthony R. Magee, Carolina I. Calviño, Mei Liu, Stephen R. Downie, P.M. Tilney et Ben-Erik van Wyk.

## Liste des genres
La tribu des Phlyctidocarpeae est monotypique, elle ne comprend donc qu'un seul genre, endémique de Namibie :
- Phlyctidocarpa